# Slatanic Slaughter 2
Slatanic Slaughter 2 è un disco tributo agli Slayer.

## Brani
1. Die By the Sword - Necrophobic
2. Chemical Warfare - Luciferion
3. Hell Awaits - Cradle of Filth
4. Praise of Death - Sinister
5. Necrophiliac - Benediction
6. Angel of Death - Liers In Wait
7. Epidemic - Coffin Man
8. Raining Blood - Malevolent Creation
9. Silent Scream - Vader
10. Read Between the Lies - Anathema
11. Dead Skin Mask - Unanimated
12. Seasons in the Abyss - Disaffected